# Stibadocera fasciata
Stibadocera fasciata är en tvåvingeart som beskrevs av Edwards 1926. Stibadocera fasciata ingår i släktet Stibadocera och familjen mellanharkrankar. Inga underarter finns listade i Catalogue of Life.